# Traité de Paris (1320)
Pour les articles homonymes, voir traité de Paris.
Le traité de Paris de 1320 marque la paix entre le roi Philippe V de France et Robert III de Flandre. Il est ratifié le 3 janvier par le roi et le Grand Conseil et entre en vigueur en mai,. Cela met fin à plus de vingt années de guerre dans le comté de Flandre débutée sous le règne de Philippe IV le Bel père de Philippe V en 1297.
L'original de ce traité est conservé aux Archives du Nord. De nombreux sceaux y sont appendus, dont celui de Bauduin de Broukerke.